# Andrena maetai
Andrena maetai är en biart som beskrevs av Hirashima 1964. Andrena maetai ingår i släktet sandbin, och familjen grävbin. Inga underarter finns listade i Catalogue of Life.